# Sibuco
Siayan is een gemeente in de Filipijnse provincie Zamboanga del Norte op het eiland Mindanao. Bij de laatste census in 2007 had de gemeente ruim 28 duizend inwoners.

## Geografie

### Bestuurlijke indeling
Sibuco is onderverdeeld in de volgende 28 barangays:
| - Anongan - Basak - Bongalao - Cabbunan - Cawit-cawit - Culaguan - Cusipan - Dinulan - Jatian - Kamarangan - Lakiki - Lambagoan - Limpapa - Lingayon | - Lintangan - Litawan - Lunday - Malayal - Mantivo - Nala - Panganuran - Pangian - Paniran - Pasilnahut - Poblacion - Puliran - Santo Niño - Tangarak |

## Demografie
Sibuco had bij de census van 2007 een inwoneraantal van 28.101 mensen. Dit zijn 3.690 mensen (15,1%) meer dan bij de vorige census van 2000. De gemiddelde jaarlijkse groei komt daarmee uit op 1,96%, hetgeen lager is dan het landelijk jaarlijks gemiddelde over deze periode (2,04%). Vergeleken met de census van 1995 is het aantal mensen met 4.858 (20,9%) toegenomen.

De bevolkingsdichtheid van Sibuco was ten tijde van de laatste census, met 28.101 inwoners op 782,54 km², 35,9 mensen per km².